# ディアドラ (競走馬)
ディアドラ（欧字名:Deirdre、2014年4月4日 - ）は、日本の競走馬。主な勝ち鞍は2017年の秋華賞、2019年のナッソーステークス。
3歳秋の2017年に秋華賞を制したのち、5歳となった2019年5月からイギリスへ遠征。同年8月のナッソーステークスで日本生産の日本調教馬史上初となるイギリスG1制覇を達成し、その後も同国・ニューマーケットを拠点として、翌2020年11月の引退まで海外転戦を続けた。出走した海外の国と地域数「7」、出走した海外G1数「12」は、いずれも引退時点での日本調教馬歴代最多記録である。
馬名の意味はケルト神話に登場する女性、デアドラより。

## デビュー前
2014年4月4日にノーザンファームで誕生。2015年のセレクトセール1歳馬市場に上場され、森田藤治によって2100万円で落札された。
血統表の項で後述するように近親に重賞優勝馬が多く揃う良血ではあったものの馬体が小さく、繁殖牝馬にするために購入したという。「1つ2つ、勝ってくれればいいかなと…」というのが当時のオーナー側の評価であった。

森田藤治の勝負服

## 戦績

### 2歳（2016年）
7月2日、中京競馬場の2歳新馬でデビュー。中団から位置を押し上げて3コーナーでは2番手に付けたが、直線で逃げ馬との差を詰められず2着となった。続く7月23日、中京の2歳未勝利では中団待機の競馬を選択し、メンバー中2位の上がりで追い込むも4着に終わる。休養を挟み10月15日、新潟競馬場の2歳未勝利に1番人気で出走、直線で外から前の馬を差し切って3戦目で初勝利を挙げる。
重賞初挑戦となった11月5日のファンタジーステークスでは後方追走からメンバー中1位タイの上がりで追い込んだが、ゴール前で右にモタれてしまい勝ち馬ミスエルテから0.2秒差の3着に惜敗。鞍上のミルコ・デムーロは「2着はあっただけに惜しかったです」とコメントした。
その後500万円以下（現:1勝クラス）に出走を続け2着、4着と勝ち切れず、この年を終える。

### 3歳（2017年）
2月12日、京都競馬場のこぶし賞で始動、好スタートから2番手に位置を取ったが、ゴール前で外の2頭に差し切られて3着。次走3月11日のアネモネステークスでアンドレアシュ・シュタルケを鞍上に直線で内から抜け出して勝ち馬に2分の1馬身差の2着となり、勝ち鞍が未勝利戦のみの1勝馬であったが、桜花賞への優先出走権を獲得した。
迎えた4月9日、桜花賞は単勝オッズ207.4倍の14番人気と低評価での出走となったが、レースでは最後方に位置を取ると直線では出走馬中唯一の上がり3ハロン34秒台の末脚で追い込み、優勝したレーヌミノルから0.4秒差の6着に入った。
自己条件に戻った5月7日京都の矢車賞では単勝オッズ1.9倍の1番人気に推され、後方追走から徐々にポジションを上げると直線では再びメンバー中最速の上がりで抜け出し、2着ドロウアカードに2馬身差をつけ勝利した。
2週間の間隔で臨んだ5月21日、優駿牝馬（オークス）は9番人気と人気を落としたものの、3戦連続となるメンバー中最速タイの上がりで馬場の最内を突いて追い込み、同じく最速タイの末脚で外から追い込んだ2番人気のアドマイヤミヤビにアタマ差の4着となる。
休養を挟み8月13日札幌競馬場のHTB賞で復帰、先団追走から外に持ち出すと4戦連続となる最速の上がりで1番人気ラヴィエベールとの追い比べを制し、3勝目となった。
その後は「本番と同じコーナー4つの競馬をさせたい」という橋田満調教師の判断 により、9月9日の紫苑ステークスに出走。1番人気に推され、後方でレースを進めると直線で大外から鋭く伸び、先に抜け出したカリビアンゴールドにハナ差で競り勝ち、重賞初制覇を飾る。
そして10月15日の秋華賞では、前走のクイーンステークスで古馬を破って参戦してきたNHKマイルカップ優勝馬アエロリット、春にフラワーカップを勝利し、牡馬相手の皐月賞でも1番人気に推されたファンディーナに次ぐ3番人気の支持を受ける。ここまで5戦連続でコンビを組んだ岩田康誠が同じく主戦を務めるファンディーナに騎乗するため、新たにクリストフ・ルメールを鞍上に迎えての出走となった。1996年の創設以来初の重馬場となったレースではスタートで出遅れるも道中中団の後ろを追走し、最後の直線で脚を伸ばすと先行したリスグラシュー、モズカッチャンをかわしてゴールし、3連勝でGI初制覇を飾った。本馬の父ハービンジャーにとってもこれが産駒のGI初制覇となり、鞍上のルメールにとってはヴィクトリアマイル（アドマイヤリード）・優駿牝馬（ソウルスターリング）・東京優駿（レイデオロ）に次ぐ年内GI4勝目となった。
しかし11月12日のエリザベス女王杯では、4番人気に推されるも終始手応えを欠いて12着に大敗した。

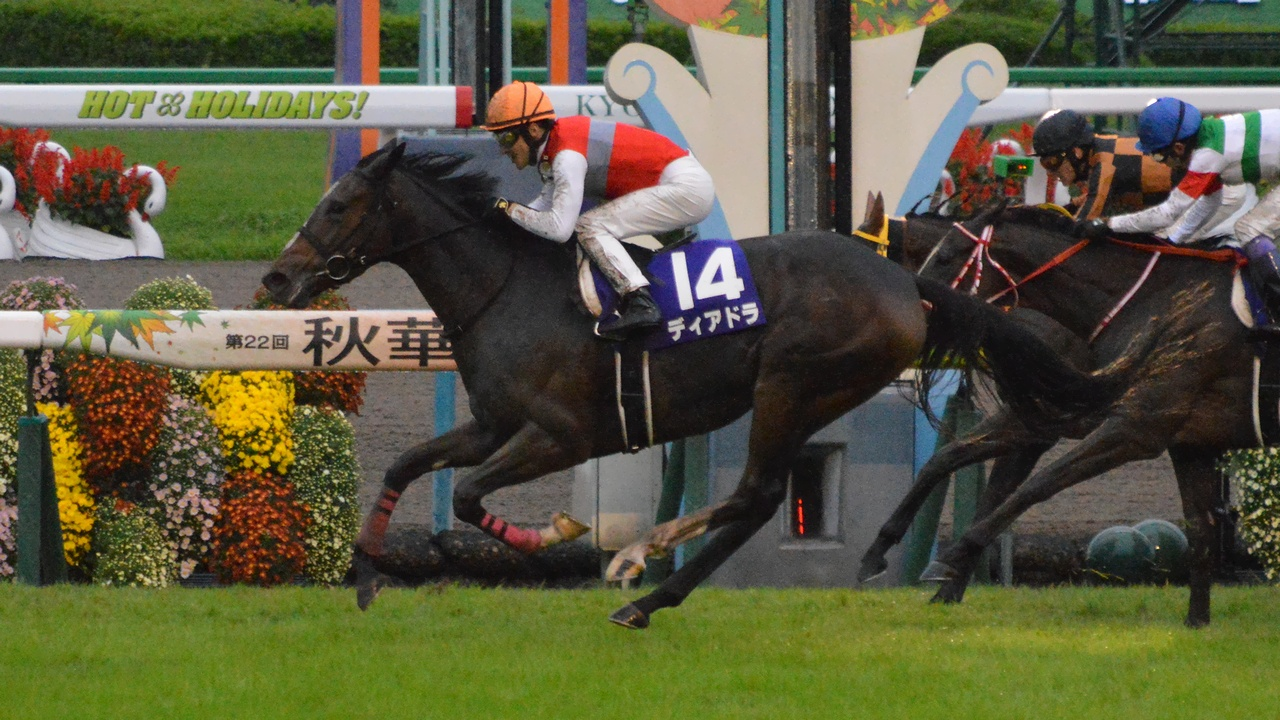
秋華賞
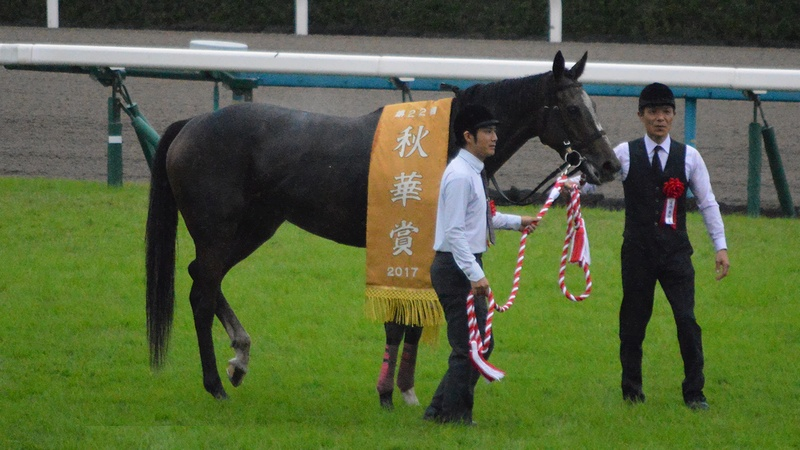
優勝レイ
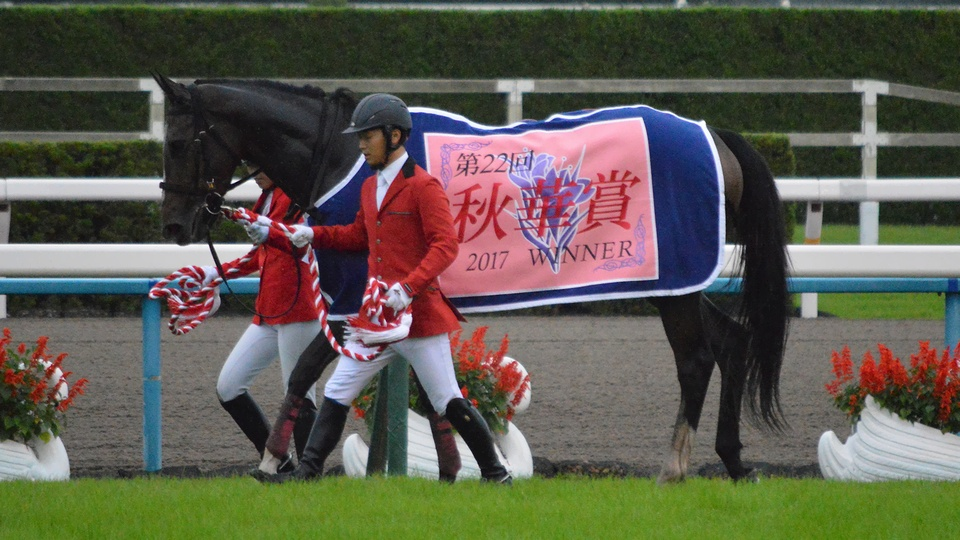
馬服

### 4歳（2018年）
年が明けて2月11日の京都記念に出走。同期の牡馬クラシックホースのレイデオロとアルアイン、菊花賞2着馬クリンチャー、前年のエリザベス女王杯で1着、2着となったモズカッチャンとクロコスミアなど実力馬が揃い、レースでは追ってからの反応が無く6番人気での6着と人気通りの結果に終わった。
その後ドバイターフの出走馬に選出され、招待を受諾。本馬含め日本馬が5頭出走した（ヴィブロス、リアルスティール、クロコスミア、ネオリアリズム）3月31日メイダンのドバイターフでは後方待機策を採り、直線では鞍上のルメールが「直線に向いたときには本当に勝ったと思った」と述べる ほどの末脚を見せ、ヴィブロスに次ぐリアルスティールとの3着同着に健闘した。
帰国後は7月29日のクイーンステークスに出走。同期のオークス馬ソウルスターリングを抑えて1番人気の支持を受けると、レースでは直線で大外から豪快に差し切り、2着フロンテアクイーンに3馬身差をつける圧勝を飾った。
10月13日、府中牝馬ステークスはジュールポレールなど本馬を含めGI馬4頭が揃う中、前半1000m58.2秒のハイペースを後方から追走し、直線では上がり3ハロン32.3秒の末脚を発揮すると先に抜け出したリスグラシューをゴール前で差し切り、重賞4勝目を飾った。
その後は年内最終戦として12月9日の香港カップに出走。当年の天皇賞（秋）2着馬サングレーザーと共に2強との評価を受けたが、先行勢有利なスローペースを後方から追走する展開となり、直線でも前との差を詰め切れず2着に敗れた。

### 5歳（2019年）
この年は中山記念から始動し、前年3着のドバイターフに再び挑戦することが発表された。迎えた2月24日、中山記念にはステルヴィオ、エポカドーロ、スワーヴリチャード、ラッキーライラックと本馬含めGI馬5頭、さらに中山巧者のウインブライトが出走する豪華メンバーとなったが、牡馬勢より3~4キログラム軽い54キログラムでの出走ということもあり、2.2倍の1番人気に推された。しかしレースでは中団後方から直線でも伸びず、優勝したウインブライトから0.6秒差の6着に敗退。鞍上のルメールは前半1000m58秒2というペースで瞬発力が活かせなかった事を敗因に挙げ、「もう少し柔らかい馬場のほうが良さそう」とコメントした。

#### ドバイ・香港遠征
その後は予定通り、3月30日のドバイターフに前年の年度代表馬に選ばれた三冠牝馬アーモンドアイ、同レースで過去2年1・2着のヴィブロスと共に出走。ルメールがアーモンドアイに騎乗するため、ジョアン・モレイラに乗り替わりとなった。道中は後方グループに位置を取り、最後の直線半ばで外に持ち出して追い込んだが、前を行く3頭が止まらず4着に終わった。
ドバイターフ後は直接香港に移動し、4月28日のクイーンエリザベス2世カップにリスグラシュー、ウインブライトと共に出走。新たに武豊を鞍上に迎え、レースでは後方3番手から前を追走したものの、結果的にレコード決着となった ハイペースが影響し、直線で伸びきれず6着となった。調教助手の込山雄太は香港の固い馬場での調教が影響したことを敗因の一つに挙げている。

#### イギリス長期滞在の開始
その後も日本へは帰国せず、5月1日に香港からイギリスに移動してニューマーケットの国際厩舎（アビントンプレイス）であるジェーン・チャップルハイアム厩舎に入厩した。ニューマーケットはドバイや香港とは異なり、朝の気温は2度を記録するなど温暖ではなく、丘の上を走り平らなトラックではなかった。それらに対応するために到着当初は疲れが出たという。
クイーンエリザベス2世カップ出走の際に現地のアスコット関係者から「ぜひハービンジャーの子どもをイギリスで見たい」と熱心な勧誘があったことや、同じようにドバイ、香港と転戦していたオーストラリア調教馬がイギリスに向かう予定であり、ちょうどイギリス行きの輸送便が手配されていていた事が理由として挙げられる。加えて橋田満は、ドバイや香港で調子を上げることができず、環境を変える必要を感じていたという。合田直弘によれば「橋田満調教師にとって（中略）ニューマーケットは理想郷」とされ、陣営はイギリス行きを決断することとなった。
イギリス到着後はニューマーケット調教場 のウォーレンヒルなどで調整を重ねた。欧州での初戦として6月19日のプリンスオブウェールズステークスに引き続き武豊鞍上で出走することが決定した。

#### プリンスオブウェールズステークス
本レースには、後にキングジョージ6世&クイーンエリザベスステークスで名牝エネイブルとの歴史的名勝負を演じることとなるクリスタルオーシャン、前年のBCターフでエネイブルの2着に入ったマジカル、前年の凱旋門賞でエネイブルの2着となったシーオブクラス、後にこの年の凱旋門賞でエネイブルを破るヴァルトガイストなど欧州のトップホースが出走し、「世界最強メンバーとの対決」とも称される一戦となった。なお本馬の出走により、本レースはイギリスの競走として初めて日本国内で馬券が発売されている。
レースでは大雨が降る中で4番手の好位に付けたが、最後の直線では伸びを見せられず、8頭中6着で入線。本レースは日本での馬券発売に合わせて発走時間が40分早まっていたが、それにより突然の大雨とレースのタイミングが合致してしまい、レース終了後に雨が止むという「皮肉な結果」となった。
レース後に鞍上の武豊は「ここまで馬場が悪くなると、ハービンジャーの仔でも厳しかったです。ペースが落ちるかな……と思ったところでまたペースアップするようなタフな流れで、最後は一杯になってしまいました」とコメント。橋田満も「直前の雨がかなりこたえました」と述べ、ハイペースの中で持久力勝負となったことを敗因に挙げた。
当初はこのレース後に帰国する予定だったが、消化不良の競馬となったことや、陣営がヨーロッパでもできるという手応えをつかんだことから、イギリス滞在の継続が決定した。

#### ナッソーステークス
次走には日本調教馬として初の出走となる8月1日、ナッソーステークスを選択。鞍上には前年にロアリングライオンとのコンビでG1競走4連勝を飾り（同馬は2018年のカルティエ賞年度代表馬に選出されている）、日本にも短期免許で来日し、1カ月半で25勝を挙げる活躍を見せたオイシン・マーフィーを迎えた。オーナー側はこの起用について「グッドウッド競馬場をよく知るジョッキーということで依頼しました」としている。
ここまでのキャリアで最も負担重量が大きかったのは前年の府中牝馬ステークス出走時の56キログラムであったが、本レースではそこから更に4キログラムの加算となる60キログラムを背負っての出走となり、1000ギニーステークス・アイリッシュ1000ギニー優勝馬で断然人気での出走となったハモーサ、イギリスオークスに1番人気で出走しここでも人気を集めたランフランコ・デットーリ騎乗のメダーイー、ディアヌ賞（フランスオークス）馬チャンネル ら3歳馬とは3.5キログラムの斤量差がある こともあって、現地では単勝オッズ21.0倍、9頭中7番人気タイの評価に留まった。激しい起伏とトリッキーなコース形態で有名であり日本と比べて時計を要するグッドウッド競馬場という舞台も、評価を下げる一因となった。しかし鞍上のマーフィーは「メンバーを見渡したところ、流れは速くなると思いました。また、馬場は硬かったので、日本馬である彼女には向くと思いました」と考えていたという。
レースでは好スタートを切ったものの、位置を下げて後方3番手から前を追走する競馬を選択。メダーイーが先手を取って逃げ、ハモーサが2番手を追走しペースが速くなる展開の中で後方に位置を取ったまま終始内ラチ沿いに付けると、直線ではオープンストレッチを利用して最内に進路を取った。各馬も内に集まったため進路が狭くなる場面があったがそのまま最内に位置を取り続け、残り400メートルで前を行くチャンネルと内ラチの間に空いたスペースを突いて末脚を伸ばし、ゴール150m手前で逃げ粘るメダーイーに並びかけると、最後は同馬を引き離し1馬身1/4差を付けて優勝。ゴール後、鞍上のマーフィーはガッツポーズと共に大きく雄叫びを上げた。勝ちタイム2分2秒93は2006年のウィジャボードの記録を約1.5秒更新するレースレコードであった。この勝利は距離コラムIにおいてレーティング116ポンドの評価を受けた。
日本馬によるイギリスのG1制覇は2000年アグネスワールドのジュライカップ制覇以来史上2頭目、また日本調教牝馬によるヨーロッパのG1制覇も1998年のモーリス・ド・ゲスト賞を制覇したシーキングザパール以来史上2頭目という快挙となり、ゴールの瞬間には抱き合って喜ぶ関係者の姿も見られた。
レース後、マーフィーは「道中はプレッシャーもあまりなくうまく進みました。仕掛けたらすごく良く反応してくれ、最後までしっかり伸びてくれました」とコメントし、「日本では多くのファンが応援してくれているのも知っていますので、本当に嬉しく、日本の国旗を掲げたい気持ちでした。自分にとってもこの勝利は大きな意味を持ちますが、ここまで仕上げた関係者の皆様、日本のファンの皆様、本当におめでとうございます」と喜びを語った。橋田満は「ニューマーケットでの調教でイギリスの馬場に合うよう仕上げることができ、騎手が理想どおりレースを運んでくれたことでこの勝利を収めることができました。調教中に協力してくれたイギリス競馬関係者や、日本から応援してくれた皆さまに心から感謝します」と述べた。2着となったメダーイーを管理するジョン・ゴスデン調教師も「もし私たちが負けるなら、日本馬（ディアドラ）相手が喜ばしいと思っていた。ニューマーケットでのトレーニングも見ていたから、彼女が本当にタフでプロフェッショナルな牝馬だということは知っていた」と称賛のコメントを残している。
現地イギリスでもこの勝利は大きな注目を浴び、競馬新聞社レーシング・ポストは「歴史的勝利（Historic win）」と報じた。また同紙はこのレースの2日前に頸椎骨折により安楽死となったディープインパクト にも触れ、「ディープインパクトが亡くなって2日後、極めて重要な勝利は日本の競馬界を活性化させた」とした。

#### アイリッシュチャンピオンステークス
ナッソーステークス後の出走レースについては候補が複数挙がっていた が、9月14日、アイリッシュチャンピオンステークスに出走することが決定。
日本調教馬としては史上初となるアイルランドのレースへの出走であり、同時に日本調教馬として史上最多の「海外4ヶ国でのG1競走出走」となった。またこのレースが海外G1競走通算7戦目となり、1985年から1987年にかけて約2年間欧州に滞在し計6回G1に出走したシリウスシンボリの記録を更新。さらに同一年海外G1出走回数が5回となり、2014年のハナズゴールの記録（4回）を塗り替えた。
本馬の出走による日本中央競馬会（JRA）での馬券発売並びに日本の視聴者への配慮を一因 として本レースの発走時間が早まった（日本時間で26時35分→24時15分に前倒し）ほか、来場者には日の丸の旗が配られ、レパーズタウン競馬場のCEOが「ついに日本馬を招待するという夢がかないました」と歓迎の言葉を述べる など、現地からも注目を集めた。
クリスタルオーシャンやジャパンといった有力馬 こそ回避した ものの、プリンスオブウェールズステークスでの2着の後にヨークシャーオークスで再びエネイブルの2着に入るなど活躍を続けるマジカル、ダービーステークス（イギリスダービー）馬アンソニーヴァンダイク、ペガサスワールドカップターフなどG1競走での2着が5回あるマジックワンド、日本調教馬のシュヴァルグランも出走したインターナショナルステークスの3着馬エラーカムなどが対戦相手となった。
レースでは8頭が一団になる展開の中で後方に位置を取ったが、直線で内が開かず外に進路を切り替えるロスがあり、最後は大外から猛然と追い込んだものの先に抜け出したマジカルら先行勢には及ばず、3着アンソニーヴァンダイクに半馬身差の4着となった。
マーフィーは「上手くさばけていれば、もっと（前に）近づけたと思います。ベストを尽くしたんですが、勝てなくてすみません」と悔やんだが、橋田満は「すごい脚を使っているんですが……。だけど、これで男馬と混じっても通用するということが分かりました。これを踏まえて今後を決めたいと思います」とコメントした。

#### チャンピオンステークス
その後は日本調教馬のキセキ、フィエールマン、ブラストワンピースと共に第98回凱旋門賞に出走することも選択肢にあるとしていたが出走を見送り、「天候次第で馬場が悪化するようならBCターフかBCフィリー&メアターフを使う可能性もある」とした上で、10月19日アスコットのチャンピオンステークスに出走することが発表された。
チャンピオンステークスが施行されるアスコット競馬場は降雨により馬場が極端に悪化していたため、出走を回避してブリーダーズカップへ向かうかどうかの判断を最終登録締め切りまで待つこととなったが、最終的に出走を決定。日本馬の本レースへの出走は初となる。馬場の一部が水浸しになったため従来と異なるインナーコース（障害用の内回りコース）での施行 となり、凱旋門賞5着から中1週で参戦してきたマジカル、サンクルー大賞・ジャンロマネ賞優勝馬コロネット、ナッソーステークス以来の対戦となるメダーイーなど本馬含めて9頭立てとなった。
レースでは最内枠でのスタートから後方に位置を取ると、直線半ばで前が塞がったものの馬群から外に持ち出して前を追い、先行したマジカルが先頭に立って粘る中で最後まで伸びを見せ、ゴール前で内のフォックスタルをアタマ差で差し切り3着に入線した。
橋田満は「馬場が悪かった分、いつもの最後の切れ味は発揮出来なかったかなと思います」としつつも、「この馬場でも最後までめげずに一生懸命走ってくれましたし、良く頑張ってくれたと思います」とコメント。3戦連続のコンビとなった鞍上のマーフィーは「望んでいたより時計のかかる馬場だったため、いつもの良い脚が使えませんでしたが、最後まで勇気を見せてくれ、3着までくることができました。今回も関係者がうまく仕上げてくれていましたし、日本が誇るべき馬だと思います」とのコメントを残した。これが3度目の対戦となったマジカルを管理するエイダン・オブライエン調教師はレース後、ディアドラ陣営に"Your mare looks great."との言葉を送っており、オブライエン調教師と橋田宜長調教助手が握手を交わす場面もあった。合田によるとこのレースでの3着は、ナッソーステークス勝利と同等以上に評価しても良い成績であるという。

#### 香港ヴァーズ
チャンピオンステークス後は香港国際競走を目標に定め、香港ヴァーズと香港カップに登録を行った のち、引き続きマーフィー鞍上で香港ヴァーズへ出走することが決定。イギリスでレース前まで調整を続けてから香港入りすることとなった。
ここまでの5戦から400mの距離延長、2年前の優駿牝馬（オークス）以来の2400m戦となったが、橋田満は香港での過去2戦（香港カップ、QE2世カップは共に沙田2000m）はスタートから1コーナーまでの距離が短く 位置が取りにくかったと述べ、コーナーまでの距離が長いことをヴァーズ出走の理由に挙げた。さらに2400mになると欧州で使えるレースが増えることも理由とし、「最終的には、世界中の競馬で使っていきたいと思っている。彼女に一番合うところを選んでいきたい」と翌年の展望を語った。また11月22日には、翌年に世界最高額賞金レースとしてサウジアラビアで開催予定のサウジカップ（キングアブドゥルアジーズ競馬場、ダート1800m）や同日の芝レース への出走プランがあることが発表されている。
11月29日にニューマーケットを出発、翌30日に香港入り し、2019年の海外7戦目 となる12月8日の香港ヴァーズに出走。日本からは当年のエリザベス女王杯優勝馬ラッキーライラックと天皇賞（春）2着馬グローリーヴェイズ、欧州からは愛チャンピオンステークス以来の対戦となるアンソニーヴァンダイク、地元香港からは前年の優勝馬で1番人気に推されたエグザルタントなどが出走した。
2番ゲートからのスタート後は陣営の思惑とは外れて後方3番手の位置取りとなり、道中はエグザルタントがスローペースで逃げる 中で最後方から前を追走。最終コーナーで大外に持ち出して進出を開始し前を追ったが、先に抜け出したグローリーヴェイズやラッキーライラックとの差を詰め切れず、内で逃げ粘った3着エグザルタントに半馬身差の4着に敗れた。
レース後、マーフィーは「今年一年、本当に頑張ってくれました。少し休んでまた来年頑張ってほしいです」とコメント。レース展開については「ディアドラの末脚が素晴らしいのはわかっていたので、ラッキーライラックが上がっていったときにもあえてまだゴーサインは出しませんでした」としたものの、橋田満は「スローペースになるのは分かっていたので、もう少し前で競馬がしたかったですね。馬は良い状態でしたが今日のレース展開ではこれが精一杯だったと思います」とのコメントを残した。
香港ヴァーズ後は再びイギリスへ移動し、ニューマーケットの厩舎に帰厩。翌年も同地を拠点として海外を転戦することになった。12月30日には橋田満が「来年は2000～2400メートルのレースを使っていって、秋は凱旋門賞に行くつもりです」と発表し、最大目標を凱旋門賞に据えることが決定。始動戦については「未定です。オイシン（マーフィー）とも相談しながら決めたいと思います」とした。

### 6歳（2020年）
始動戦の候補としてサウジカップ、サウジカップと同日に開催される芝レースのネオムターフカップ（2100m）、およびドバイシーマクラシックに登録を行い、いずれのレースからも招待を受け、橋田満は「相手関係も見ながら考えたいと思います」とコメント。その後1月26日に「最終目標が凱旋門賞とオーナーと話していました。サウジCと両方考えましたが、芝で始動したいので」とし、ネオムターフカップに出走することが決定した。
また1月22日には、前年の海外転戦が評価されドバイの年間表彰「ホースレーシング・エクセレンス・アウォーズ」の最終候補に選出されたことが発表されている。

#### サウジアラビア遠征
2月22日にニューマーケットを出発、翌23日にサウジアラビアに到着し、海外連戦8戦目・通算10戦目となる2月29日キングアブドゥルアジーズ競馬場のネオムターフカップ改めモハメドユスフナギモーターズカップに出走。同国初の芝レースの出走馬の一頭となり、日本馬初のサウジアラビア出走となった。相手関係が手薄となったこともあり、イギリスのブックメーカーでは単勝オッズ1倍台の圧倒的支持を集めた。
レースでは好スタートから全馬が一団となる展開の中で馬群の中団に位置を取り、直線で外に持ち出して前を追ったものの、ゴール手前で外から追い込んできたバーレーン調教馬ポートライオンズに僅かに交わされ2着に敗れた。
レース後、鞍上のマーフィーは「いいレースはできました。大丈夫。次は勝ちます」とコメント。橋田満は「ここで負けるとは思わなかったですね。ちょっとずつ詰めているけれど、詰め切れなかった。大変残念です」「冬場は得意な馬ではないので、これから調子を上げていきます」とした。

#### レース選択の難航
その後のレース選択は、世界的な新型コロナウイルス感染症の流行による各国競馬の開催中止・延期、外国調教馬の出走制限などの対応に大きく左右されることとなった。
サウジアラビアへの遠征後は5月24日カラのタタソールズゴールドカップに登録を行ったが、感染拡大による開催中止期間が延長され、外国馬の遠征が禁止される など厳しい状況が続いたため、目標を変更。
次走候補を最大目標である凱旋門賞と同じパリロンシャン競馬場で開催される6月14日のガネー賞、及び前年に続いての出走となる6月17日のプリンスオブウェールズステークスに定めた。しかしその後、フランスでも感染拡大の影響で外国馬の遠征が禁止され、パリ近郊での競馬開催も中止となった ため、ガネー賞への出走を断念した。
目標を7月5日にサンダウン競馬場で開催されるエクリプスステークスに移し、プリンスオブウェールズステークスとの両にらみとなった後、「ウチのスタッフが競馬場を見に行って決定しました。オイシン（マーフィー）もその馬場を知っているし、この馬に合うと言っていた」として エクリプスステークスへの出走が決定した。

#### エクリプスステークス
その後は予定通りエクリプスステークスに出走。日本調教馬の本レースへの出走は史上初となり、日本での馬券発売も行われた。本馬含めて7頭立てながら、これが初対戦となるエネイブル、前走コロネーションカップを逃げてレコード勝ちしたガイヤース、ジャパンなどのメンバーが揃った。
レースでは好スタートを決めると、逃げるガイヤースを3番手から追走する展開となったが、直線で各馬が位置を上げていくなかで後退し、最後は伸びたものの5着に敗れた。
橋田満は「最後まで諦めずにしぶとく伸びてきましたが、ディアドラはレース間隔が開くと少し反応が鈍くなるところがあるので、ガイヤースとエネイブルが動いた時に反応が遅くて置いて行かれてしまい、それが着差に出てしまいました」とコメントし、敗因をレース間隔に求めた。鞍上のマーフィーも「今回は久しぶりでもあったので、次はもっと良くなると思います」としている。

#### ナッソーステークス
当初はその後6、7週間の間隔を空けて凱旋門賞の前に一走を挟む予定であり、8月中旬のレースが選択肢に入っていたが、調子の上向きや馬場適性・相手関係を考慮し、連覇を賭けて7月30日のナッソーステークスに出走することが決定した。
同レースにはフランスオークスとも呼ばれるディアヌ賞を制したディープインパクト産駒のファンシーブルー、6連勝で前走ファルマスステークスを制したナジーフ、アイリッシュチャンピオンステークス・エクリプスステークスに続きこれが3度目の対戦となるマジックワンド など本馬含めて7頭が揃い、6番ゲートからの出走となった。
レースでは好スタートから3番手に位置を取ったが、直線を向いてから伸びずに失速し、優勝したファンシーブルーから1秒4離された最下位の7着となった。
鞍上のマーフィーは「ゲートの出もよく、道中も思いどおりの展開でしたが、直線に向いて仕掛けた時、なぜかあまり反応がありませんでした」とコメント。またゲート入りを嫌がる面を見せたことから、橋田満は「競馬に対する前向きさがなくなっているように感じました。引き続きニューマーケットでの調教を続けますが、次走はディアドラの気分が前向きになるまで待った方が良いのかなと思います」とした。

#### 凱旋門賞
ナッソーステークス後、背中から腰にかけて筋肉に痛みが出たため治療を行い、ニューマーケット近郊の牧場に約4週間放牧に出されて、心身のリフレッシュが図られた。厩舎に戻ると前走よりも前向きな姿勢が見られ、最大目標としていた10月4日の凱旋門賞へ直行することとなった。日本調教の牝馬が凱旋門賞に出走するのは2014年のハープスター以来史上2頭目となる。参戦にあたっては、JRAが「凱旋門賞へ挑戦するディアドラにエールを！」 と称して募集したメッセージを基に製作した応援フラッグが関係者に届けられた ほか、凱旋門賞のページに「ディアドラ情報」の項が設けられ、関係者へのインタビューやコラムなどが掲載された。
ここまで7戦連続で鞍上を務めてきたマーフィーが検疫や専属契約の影響によりフランスでの騎乗が出来なくなったため、レース5日前の9月29日、新たにジェイミー・スペンサーとのコンビでレースに臨むことが発表された。この起用について調教助手の橋田宜長は、「フランスの騎手からもオファーがありましたが、今回は追い切りに乗って、レースに向けて話し合っていける騎手でいきたいと考えていました。そんな中、ジェイミーが“検疫覚悟で行く”と言ってくれたので依頼しました」としている。
追加登録が終了した段階では、凱旋門賞3勝目を目指すエネイブル、エネイブルと並ぶ2強と評価された3歳牝馬ラブ、長距離G1競走7勝のストラディバリウスなど 本馬含め16頭立てとなっていたが、10月1日にラブがパリロンシャン競馬場の馬場状態の悪化を理由に出走を回避。さらには、武豊鞍上での参戦が決まっていたジャパンなどエイダン・オブライエン厩舎の4頭が、飼料に含まれていた禁止薬物 の陽性反応によりレース前日に出走を取り消したため、11頭でのレースとなった。
レースではスタートで出遅れて最後方の位置取りとなり、そのままの位置で前を追走。最後の直線では内に進路を取ったが伸びを見せられず、8着でのゴールとなった。
レース後、鞍上のスペンサーは「土がまとわりつくような感じで、いざ加速しようとした時に進んで行かず、これまでに経験したことのない」状態だった馬場を敗因に挙げた。橋田満も馬場について「雨は止んでいましたが、風が吹いたことによって表面の水分が飛んで、粘土質で脚にまとわりつくような重たい馬場になりました」「伸びきれなかったのは、この馬場をこなせなかったということだと思います」としている。

#### バーレーン遠征
凱旋門賞後の11月1日、次走として11月20日にバーレーンのサヒール競馬場で開催されるバーレーンインターナショナルトロフィー（芝2000m）に出走することが発表された。右回りで直線の長いコースが適性に合っていることを理由としている。また、橋田宜長調教助手は主催者によるインタビューに対し、このレースが本馬のラストランとなることを発表した（インタビュー映像）。
同国での日本調教馬の出走は初となり、また本馬の日本国外への出走はUAE、香港、イギリス、アイルランド、サウジアラビア、フランスに続いて7ヶ国目となる。鞍上には、イギリスの女性騎手最多勝利記録を持ち、当年のブリティッシュ・チャンピオンズ・スプリントステークスでG1初制覇を果たしたホーリー・ドイルを迎えることとなった。ドイルは騎乗に際し、「ディアドラに騎乗できると思っていなかったので、とてもワクワクしています」とコメントしている。
11月15日、他の英国調教馬8頭と共に現地入り し、14頭立ての7番ゲートから出走が決定。主な出走メンバーは前年の愛ダービー馬ソヴリン、カナディアンインターナショナルステークス2勝のデザートエンカウンターなどの欧州所属馬の他、地元バーレーンのグローバルジャイアント、サウジアラビアで対戦経験のあるポートライオンズなどとなった。
レースではスタートから後方の位置取りとなり、道中はそのままの位置で前を追走したが、最後の直線で進路を失う場面があり、前が開いてから脚を伸ばしたものの及ばず、優勝馬シムシアーから約0.5秒遅れた8着でのゴールとなった。
レース後、鞍上のドイルは「ゲートはよく出てくれましたが、少しペースが速くて追走に苦労しました」「最後に前が開いてからは飛んできたんですけど」とコメント。橋田宜長は「勝ちに来たのでやっぱり悔しいですね」としつつも、「それでも能力は見せてくれた」と述べた。

#### 引退
翌11月21日、管理調教師の橋田満から現役引退が正式に発表された。レース結果については「もう少し早く前が開いていたら違う結果になったかもしれません」としたが、「スタート後に前に行かなかったのは競馬から離れたい、という馬の気持ちの表れだったのかもしれません。馬の気持ちを汲んで次のステージである繁殖に進めることをオーナーと相談して決めました」と引退の理由を説明している。
長期に渡った海外連戦を終えた本馬に対しては、「コース形態も出走する馬のタイプもレースの流れも異なる色々な国の競馬を走って、内国産で日本調教馬の可能性を示してくれたディアドラに感謝しています。彼女は海外遠征のノウハウを日本の競馬界に残してくれましたが、この蓄積は今後役に立つと思います。この遠征を支えてくれた英国を始めとする海外の関係者に感謝の気持ちを伝えたいです。ファンの皆様も応援ありがとうございました」とコメントした。
また引退発表と同時に、引退後は日本に戻らず海外で繁殖牝馬となる予定が発表され、一旦は拠点のイギリス・ニューマーケットに滞在することとなった。「『ヨーロッパの一番いい種馬をどれでもつけて下さい』というオファーをいただいている。彼女に合う種馬を、オーナーと相談しながら選んでいきたい」としている。
その後、初年度の交配相手がガリレオとなることが決定。種付けの為にニューマーケットを離れ、アイルランドのクールモアスタッドへと移動した。
2021年2月12日付けで競走馬登録を抹消、アイルランドのクールモアスタッドで繁殖牝馬として繋養されることになった。

## 競走成績
| 競走日     | 競馬場         | 競走名                  | 格       | 距離（馬場）  | 頭 数 | 枠 番 | 馬 番 | オッズ （人気） | 着順 | タイム （上がり3F） | 着差   | 騎手          | 斤量 [kg] | 1着馬（2着馬）         | 馬体重 [キログラム] |
| ---------- | -------------- | ----------------------- | -------- | ------------- | ----- | ----- | ----- | --------------- | ---- | ------------------- | ------ | ------------- | --------- | ---------------------- | ------------------- |
| 2016.07.02 | 中京           | 2歳新馬                 |          | 芝1400m（良） | 16    | 7     | 14    | 006.60（3人）   | 02着 | R1:22.0（35.2）     | -0.4   | 0M.デムーロ   | 54        | メイショウソウビ       | 452                 |
| 0000.07.23 | 中京           | 2歳未勝利               |          | 芝1600m（良） | 16    | 2     | 4     | 004.90（3人）   | 04着 | R1:35.6（35.1）     | -0.3   | 0M.デムーロ   | 54        | ラヴィングアンサー     | 462                 |
| 0000.10.15 | 新潟           | 2歳未勝利               |          | 芝1400m（良） | 14    | 7     | 11    | 002.30（1人）   | 01着 | R1:22.1（34.8）     | -0.3   | 0加藤祥太     | 53        | （アプト）             | 472                 |
| 0000.11.05 | 京都           | ファンタジーS           | GIII     | 芝1400m（良） | 12    | 7     | 10    | 006.90（3人）   | 03着 | R1:22.0（33.6）     | -0.2   | 0M.デムーロ   | 54        | ミスエルテ             | 472                 |
| 0000.11.27 | 京都           | 白菊賞                  | 500万下  | 芝1600m（重） | 11    | 5     | 5     | 002.70（1人）   | 02着 | R1:38.5（37.3）     | -0.3   | 0岩田康誠     | 54        | ゴールドケープ         | 474                 |
| 0000.12.17 | 中京           | つわぶき賞              | 500万下  | 芝1400m（良） | 16    | 5     | 9     | 003.10（2人）   | 04着 | R1:22.6（34.0）     | -0.1   | 0加藤祥太     | 54        | エントリーチケット     | 470                 |
| 2017.02.12 | 京都           | こぶし賞                | 500万下  | 芝1600m（稍） | 8     | 7     | 7     | 003.50（3人）   | 03着 | R1:36.4（35.4）     | -0.2   | 0M.デムーロ   | 54        | マイスタイル           | 476                 |
| 0000.03.11 | 中山           | アネモネS               | OP       | 芝1600m（良） | 16    | 3     | 6     | 005.40（3人）   | 02着 | R1:34.8（35.7）     | -0.1   | 0A.シュタルケ | 54        | ライジングリーズン     | 472                 |
| 0000.04.09 | 阪神           | 桜花賞                  | GI       | 芝1600m（稍） | 17    | 8     | 17    | 207.2（14人）   | 06着 | R1:34.9（34.9）     | -0.4   | 0岩田康誠     | 55        | レーヌミノル           | 474                 |
| 0000.05.07 | 京都           | 矢車賞                  | 500万下  | 芝1800m（良） | 9     | 5     | 5     | 001.90（1人）   | 01着 | R1:47.8（33.8）     | -0.3   | 0岩田康誠     | 54        | （ドロウアカード）     | 476                 |
| 0000.05.21 | 東京           | 優駿牝馬                | GI       | 芝2400m（良） | 18    | 4     | 7     | 027.60（9人）   | 04着 | R2:24.8（33.9）     | -0.7   | 0岩田康誠     | 55        | ソウルスターリング     | 478                 |
| 0000.08.13 | 札幌           | HTB賞                   | 1000万下 | 芝2000m（稍） | 10    | 7     | 7     | 003.50（2人）   | 01着 | R2:02.1（35.0）     | -0.0   | 0岩田康誠     | 52        | （ラヴィエベール）     | 466                 |
| 0000.09.09 | 中山           | 紫苑S                   | GIII     | 芝2000m（良） | 18    | 8     | 16    | 002.50（1人）   | 01着 | R1:59.8（33.8）     | -0.0   | 0岩田康誠     | 54        | （カリビアンゴールド） | 478                 |
| 0000.10.15 | 京都           | 秋華賞                  | GI       | 芝2000m（重） | 18    | 7     | 14    | 006.30（3人）   | 01着 | R2:00.2（35.7）     | -0.2   | 0C.ルメール   | 55        | （リスグラシュー）     | 490                 |
| 0000.11.12 | 京都           | エリザベス女王杯        | GI       | 芝2200m（良） | 18    | 6     | 11    | 007.40（4人）   | 12着 | R2:15.1（33.8）     | -0.8   | 0岩田康誠     | 54        | モズカッチャン         | 492                 |
| 2018.02.11 | 京都           | 京都記念                | GII      | 芝2200m（重） | 10    | 3     | 3     | 012.50（6人）   | 06着 | R2:17.3（36.6）     | -1.0   | 0福永祐一     | 54        | クリンチャー           | 500                 |
| 0000.03.31 | メイダン       | ドバイターフ            | G1       | 芝1800m（良） | 15    | 13    | 13    | 021.0（10人）   | 03着 |                     |        | 0C.ルメール   | 55        | Benbatl                | 計不                |
| 0000.07.29 | 札幌           | クイーンS               | GIII     | 芝1800m（良） | 11    | 7     | 9     | 003.20（1人）   | 01着 | R1:46.2（33.7）     | -0.5   | 0C.ルメール   | 55        | （フロンテアクイーン） | 490                 |
| 0000.10.13 | 東京           | 府中牝馬S               | GII      | 芝1800m（良） | 11    | 4     | 4     | 002.30（1人）   | 01着 | R1:44.7（32.3）     | -0.0   | 0C.ルメール   | 56        | （リスグラシュー）     | 498                 |
| 0000.12.09 | 沙田           | 香港C                   | G1       | 芝2000m（良） | 9     | 2     | 9     | 002.80（1人）   | 02着 | R2:01.88            | -0.17  | 0C.ルメール   | 55.5      | Glorious Forever       | 499                 |
| 2019.02.24 | 中山           | 中山記念                | GII      | 芝1800m（良） | 11    | 5     | 5     | 002.60（1人）   | 06着 | R1:46.1（33.8）     | -0.6   | 0C.ルメール   | 54        | ウインブライト         | 504                 |
| 0000.03.30 | メイダン       | ドバイターフ            | G1       | 芝1800m（良） | 13    | 3     | 3     | 015.00（4人）   | 04着 |                     |        | 0J.モレイラ   | 55        | Almond Eye             | 計不                |
| 0000.04.28 | 沙田           | QE2世C                  | G1       | 芝2000m（良） | 13    | 5     | 13    | 021.00（9人）   | 06着 | R1:59.49            | -0.68  | 0武豊         | 55.5      | Win Bright             | 503                 |
| 0000.06.19 | アスコット     | プリンスオブウェールズS | G1       | 芝1M2F3yds    | 8     | 3     | 6     | 034.00（7人）   | 06着 | R2:12.67            | -2.42  | 0武豊         | [ ※ 2 ]   | Crystal Ocean          | 計不                |
| 0000.08.01 | グッドウッド   | ナッソーS               | G1       | 芝1M2F202yds  | 9     | 4     | 1     | 021.00（7人）   | 01着 | R2:02.93            | -0.21  | 0O.マーフィー | [ ※ 4 ]   | （Mehdaayih）          | 計不                |
| 0000.09.14 | レパーズタウン | 愛チャンピオンS         | G1       | 芝1M2F        | 8     | 6     | 3     | 012.00（5人）   | 04着 |                     |        | 0O.マーフィー | [ ※ 6 ]   | Magical                | 計不                |
| 0000.10.19 | アスコット     | 英チャンピオンS         | G1       | 芝1M2F        | 9     | 1     | 4     | 011.00（4人）   | 03着 | R2:08.92            | -0.50  | 0O.マーフィー | [ ※ 8 ]   | Magical                | 計不                |
| 0000.12.08 | 沙田           | 香港ヴァーズ            | G1       | 芝2400m（良） | 14    | 2     | 10    | 019.00（5人）   | 04着 | R2:25.44            | -0.66  | 0O.マーフィー | 55.5      | Glory Vase             | 506                 |
| 2020.02.29 | キングA        | モハメドYNMC            |          | 芝2100m（良） | 8     | 2     | 9     |                 | 02着 | R2:11.42            | -0.01  | 0O.マーフィー | 55.5      | Port Lions             | 計不                |
| 0000.07.05 | サンダウン     | エクリプスS             | G1       | 芝1M1F209yds  | 7     | 7     | 5     | 021.00（4人）   | 05着 | R2:05.45            | -0.97  | 0O.マーフィー | [ ※ 10 ]  | Ghaiyyath              | 計不                |
| 0000.07.30 | グッドウッド   | ナッソーS               | G1       | 芝1M1F203yds  | 7     | 6     | 1     | 007.50（4人）   | 07着 | R2:06.39            | -1.40  | 0O.マーフィー | [ ※ 12 ]  | Fancy Blue             | 計不                |
| 0000.10.04 | パリロンシャン | 凱旋門賞                | G1       | 芝2400m       | 11    | 12    | 9     | 080.00（9人）   | 08着 | R2:40.84（37.49）   | -1.54  | 0J.スペンサー | 58        | Sottsass               | 計不                |
| 0000.11.20 | サヒール       | バーレーン国際T         |          | 芝2000m       | 14    | 7     | 13    |                 | 08着 | R2:00.765           | -0.480 | 0H.ドイル     | 56        | SImsir                 | 計不                |

- 日本国外のレースでのオッズはRacing Postの発表[280] に準拠（JRA海外馬券発売でのオッズとは異なる）
- 出典：netkeiba.com[281]
　　　Emirates Racing Authority[4][5]
　　　The Hong Kong Jockey Club[1]
　　　The British Horseracing Authority[7]
　　　HORSE RACING IRELAND[8]
　　　frusiya.com[6]
　　　France Galop[277][282]
　　　Bahrain Horse Racing[283]

## 繁殖成績
2021年からアイルランドのクールモアスタッドで繁殖入りした。
初年度はガリレオを交配相手とすることが決まり2度にわたって種付けをしたが受胎せず、同じくクールモアスタッドで繋養されているウートンバセットに切り替えて受胎した。
2022年4月8日、初仔となる牝馬を出産した。
|       | 馬名             | 誕生年 | 毛色 | 父              | 性 | 厩舎           | 馬主     | 戦績           |
| ----- | ---------------- | ------ | ---- | --------------- | -- | -------------- | -------- | -------------- |
| 初仔  | シオーグ         | 2022年 | 鹿毛 | Wootton Bassett | 牝 | 栗東・中竹和也 | 森田和豊 | 3戦0勝（現役） |
| 2番仔 | ディアドラの2024 | 2024年 | 鹿毛 | Baaeed          | 牡 |                |          |                |

- 2025年4月11日現在

## エピソード
Twitterの投稿
- ナッソーステークス優勝後にバナナを食べている動画が滞在先の厩舎のTwitterアカウントから投稿され[286]、話題を呼んだ。その後も同様の動画[287][288][289][290] や写真[291][292] がTwitter上に投稿されているほか、JRAのホームページにも「バナナを食べて小休憩」として写真が掲載された[104][注 19]。
- World Horse RacingのTwitterアカウントからは、ナッソーステークスの勝利を特集した10分間の動画[294] や、日光浴をしている場面[295]、ニューマーケット調教場のウォーレンヒルを走る際の騎手目線カメラの映像[296]、砂浴びの様子[297]、2019年の海外連戦をスーパーマリオブラザーズ仕様で紹介する動画[298] などが投稿されている。また、同YouTubeアカウントからもグッドウッド競馬場スクーリング時の騎手目線カメラの 映像 が投稿されている。
- At The RacesはTwitter上で本馬の2018年香港カップ出走から2019年香港ヴァーズ出走までを「日本のスーパースター、ディアドラの2019年世界一周旅行（Japanese superstar Deirdre’s 2019 round-the-world trip）[注 20]」としている[299]。
- 前述のAt The Racesの投稿を含め、"Japanese （super）star"[注 21] との表記が随所で見られた[112][182][300][301][302][303][304][305][306]。

馬名について
- 調教助手を務める込山雄太などの厩舎メンバーからは「ドラ」[51][307]、「ドラちゃん」[297] と呼ばれている。
- 2017年の牝馬クラシック路線を共に皆勤し通算6度の対戦があった[注 22]リスグラシュー[注 23]の担当厩務員である北口浩幸は、2019年末でのリスグラシューの引退に際し「これからもディアちゃんには頑張ってほしいよね」とコメントしている[312]。
- 前述の通り本馬の馬名は「ケルト神話（アイルランドなどに居住するケルト民族の伝承）に登場する女性名」であるデアドラを由来とするもので、"Deirdre"はアイルランドの女性名として一般的なものである[313]。名付け親である森田和豊オーナー代理が「去年（アイルランドトロフィー）府中牝馬Sを勝ったとき[314] にアイルランド大使が『ディアドラという名前の身内がいるので、単勝をたくさん買いました』と言っていました」とインタビューで語った[10] ほか、アイリッシュチャンピオンステークスで対戦したエラーカムを管理するマーク・ジョンストン（英語版）調教師がJRAの現地リポートで「実は、私の妻の名前がディアドラと言うんです。だから、日本のディアドラと一緒に走ることも楽しみにしているんですよ」とコメントする[116] など、関わりのあった人物の親族にもディアドラの名前が見受けられるという縁もあった。

その他のエピソード
- 2018年のドバイ遠征と香港遠征ではヴィブロスと行動を共にしており、馬運車や飛行機でも一緒、厩舎から競馬場への往来やスクーリングなどではヴィブロスがディアドラを先導するなど、仲の良い様子を見せていた。橋田満は香港カップ出走の際のインタビューに「ヴィブロスがいつも一緒にいてくれるおかげで落ち着いています」と答えており、ヴィブロスを管理する友道康夫調教師も「ドバイも今回の香港も、馬房の位置もちょうど正面で向かい合っています。お互い気持ちが通じるところがあるみたいです」と語っている[123][315]。
- 2019年の欧州連戦で鞍上を務めたオイシン・マーフィーは、ランフランコ・デットーリとピエールシャルル・ブドーとの座談で、ジョークを交えながらも「2019年最高の勝利」にナッソーステークスでの優勝を挙げている[316]。
- 調教助手を担当する込山雄太は1年以上に渡ってディアドラと共にイギリスに滞在し、現地で調教を務め続けた。Twitter上には現地での写真や動画が多数投稿されている[317][318][319][320]。込山はディアドラについて「非常に扱いやすい、とても良い子です。でも競馬前になるとちょっとスイッチが入ってきて、凶暴になったりもしますけどね」と語っている[293]。

## 血統表
| ディアドラの血統                       | ディアドラの血統                            | ディアドラの血統                            | （血統表の出典）                            | （血統表の出典） |
| 父系                                   | デインヒル系                                | デインヒル系                                | デインヒル系                                | [ § 2 ]          |
| 父 *ハービンジャー Harbinger 2006 鹿毛 | 父の父Dansili 1996 黒鹿毛                   | *デインヒル                                 | Danzig                                      | Danzig           |
| 父 *ハービンジャー Harbinger 2006 鹿毛 | 父の父Dansili 1996 黒鹿毛                   | *デインヒル                                 | Razyana                                     |                  |
| 父 *ハービンジャー Harbinger 2006 鹿毛 | 父の父Dansili 1996 黒鹿毛                   | Hasili                                      | Kahyasi                                     | Kahyasi          |
| 父 *ハービンジャー Harbinger 2006 鹿毛 | 父の父Dansili 1996 黒鹿毛                   | Hasili                                      | Kerali                                      |                  |
| 父 *ハービンジャー Harbinger 2006 鹿毛 | 父の母Penang Pearl 1996 鹿毛                | Bering                                      | Arctic Tern                                 | Arctic Tern      |
| 父 *ハービンジャー Harbinger 2006 鹿毛 | 父の母Penang Pearl 1996 鹿毛                | Bering                                      | Beaune                                      |                  |
| 父 *ハービンジャー Harbinger 2006 鹿毛 | 父の母Penang Pearl 1996 鹿毛                | Guapa                                       | Shareef Dancer                              | Shareef Dancer   |
| 父 *ハービンジャー Harbinger 2006 鹿毛 | 父の母Penang Pearl 1996 鹿毛                | Guapa                                       | Sauceboat                                   |                  |
| 母 ライツェント 2007 青鹿毛            | 母の父スペシャルウィーク 1995 黒鹿毛        | *サンデーサイレンス                         | Halo                                        | Halo             |
| 母 ライツェント 2007 青鹿毛            | 母の父スペシャルウィーク 1995 黒鹿毛        | *サンデーサイレンス                         | Wishing Well                                |                  |
| 母 ライツェント 2007 青鹿毛            | 母の父スペシャルウィーク 1995 黒鹿毛        | キャンペンガール                            | マルゼンスキー                              | マルゼンスキー   |
| 母 ライツェント 2007 青鹿毛            | 母の父スペシャルウィーク 1995 黒鹿毛        | キャンペンガール                            | レディーシラオキ                            |                  |
| 母 ライツェント 2007 青鹿毛            | 母の母*ソニンク Soninke 1996 黒鹿毛         | Machiavellian                               | Mr. Prospector                              | Mr. Prospector   |
| 母 ライツェント 2007 青鹿毛            | 母の母*ソニンク Soninke 1996 黒鹿毛         | Machiavellian                               | Coup de Folie                               |                  |
| 母 ライツェント 2007 青鹿毛            | 母の母*ソニンク Soninke 1996 黒鹿毛         | Sonic Lady                                  | Nureyev                                     | Nureyev          |
| 母 ライツェント 2007 青鹿毛            | 母の母*ソニンク Soninke 1996 黒鹿毛         | Sonic Lady                                  | Stumped                                     |                  |
| 母系(F-No.)                            | Perion Mare系(FN:B3)                        | Perion Mare系(FN:B3)                        | Perion Mare系(FN:B3)                        | [ § 3 ]          |
| 5代内の近親交配                        | Northern Dancer 5×5×5=9.38%、Halo 4×5=9.38% | Northern Dancer 5×5×5=9.38%、Halo 4×5=9.38% | Northern Dancer 5×5×5=9.38%、Halo 4×5=9.38% | [ § 4 ]          |
| 出典                                   | 1. 2. 3. 4.                                 | 1. 2. 3. 4.                                 | 1. 2. 3. 4.                                 | 1. 2. 3. 4.      |

- 半弟のフリームファクシ（父ルーラーシップ）は、2023年のきさらぎ賞勝ち馬。
- 甥に2025年ダービー卿チャレンジトロフィー勝ち馬のトロヴァトーレがいる。
- 祖母ソニンクは繁殖牝馬として優秀な成績を挙げており、母のきょうだいに芝・ダートで重賞6勝のノーザンリバー、ダート重賞4勝のランフォルセ（共に交流重賞含む）、2009年東京優駿馬ロジユニヴァースの母アコースティクス、デイリー杯2歳ステークス・函館スプリントステークス優勝馬ジューヌエコールの母ルミナスポイントがいる。
- 3代母Sonic Lady（英語版）は1986年アイリッシュ1000ギニー・サセックスステークス・ムーランドロンシャン賞の勝ち馬[321]。
  - このうちサセックスステークスは本馬が制したナッソーステークスと同じグッドウッド競馬場で開催されるレースであり、血統面からこの勝利を評価する向きもある[97]。
- 6代母Lucaslandの子孫にマイルGI5勝を挙げたAttraction、2015年阪神ジュベナイルフィリーズと2016年NHKマイルカップの優勝馬メジャーエンブレムがいる。